# Resolució 1713 del Consell de Seguretat de les Nacions Unides
La Resolució 1713 del Consell de Seguretat de les Nacions Unides fou adoptada per unanimitat el 29 de setembre de 2006. Després de recordar resolucions anteriors sobre la situació a Sudan, particularment les resolucions 1556 (2004), 1591 (2005), 1651 (2005) i 1665 (2005), el Consell va ampliar el mandat d'un grup d'experts que vigilava les sancions contra les violacions dels drets humans a la regió del Darfur fins al 29 de setembre de 2007 i va demanar al Secretari General de les Nacions Unides que afegís un altre expert a l'equip.
La resolució va ser redactada pels Estats Units.

## Observacions
El Consell de Seguretat va destacar el seu compromís amb la pau al Sudan, l'aplicació de l'Acord de Pau Complet i el final de les violacions a la regió del Darfur. Es va instar a totes les parts que no havien signat el Acord de Pau del Darfur a fer-ho de manera immediata. Va deplorar la violència permanent, la impunitat i la deterioració de la situació humanitària al Darfur; es va demanar a totes les parts que acabessin amb les ofensives de violència.
El preàmbul de la resolució va reiterar la necessitat de respectar els elements de la Carta de les Nacions Unides, inclosos els relatius a la Convenció sobre privilegis i immunitats. Els membres del Consell van declarar que la situació continuava constituint una amenaça per a la pau i la seguretat internacionals a la regió.

## Actes
La resolució, promulgada sota el Capítol VII de la Carta de les Nacions Unides, va ampliar el grup d'experts establert a la Resolució 1591 i estès per la Resolució 1651 fins al 29 de setembre de 2006 i va demanar al Secretari General que nomenés un cinquè membre al panell en ordre de millorar la seva missió Es va instruir al panell que informés sobre la implementació de les sancions i observacions sobre drets humans en una reunió a mitjà termini el 29 de març de 2007 i un informe final 30 dies abans del final del seu mandat. Es va instar a tots els òrgans pertinents de les Nacions Unides, la Unió Africana i altres països a cooperar amb el grup d'experts i el Comitè establert en la Resolució 1591.